# Asteroide Arjuna
Un asteroide Arjuna es cualquier asteroide próximo a la Tierra cuyas órbitas son muy parecidas a la de ésta; esto es, teniendo un semieje mayor cercano a 1 ua, presentan reducidas inclinación orbital y excentricidad y periodos orbitales de alrededor de un año terrestre. La definición es aún informal y el término procede del héroe guerrero hindú Arjuna, presente en el poema en sánscrtito Mahabhárata.
Debido a su cercanía a la Tierra, estos asteroides pueden convertirse en asteroides troyanos terrestres temporales, semisatélites o satélites naturales transitorios, además de derivar a temporales órbitas de herradura. Los asteroides Arjuna son de gran interés por la delta-v extremadamente baja necesaria para alcanzarlos desde la Tierra, pero, debido a los largos periodos sincrónicos —del orden de decenas de años—, una misión a estos asteroides estaría constreñida por severas limitaciones de diseño y programación.
Recientes estudios proponen que la población de estos cuerpos puede ser mayor que la estimada inicialmente.